# エマヌエラ・イオニカ
エマヌエラ・ガブリエラ・イオニカ（Emanuela Gabriela Ionică , 1997年5月15日 - ）は、ルーマニアの女性声優。

## 略歴
ルーマニアで生まれ、3歳の頃にイタリアのローマに移住する。養成所に通った後、9歳から声優デビューを飾る。

## 出演作品
※太字はメインキャラクター

### 映画
- パディントン (ジュディ・ブラウン)
- モンスタートラック (メレディス)

### 国内アニメ
- 七つの大罪 (メラスキュラ)
- ヴァイオレット・エヴァーガーデン (ヴァイオレット・エヴァーガーデン)
- ブラックロックシューター (神足ユウ)
- ハズビン・ホテル (エミリー)

### アニメ映画
- 耳をすませば (月島雫)
- おおかみこどもの雨と雪 (雪)
- 君の名は。及び天気の子 (宮水三葉)
- あした世界が終わるとしても (ミコ)
- 空の青さを知る人よ (大滝千佳)